# Obereopsis paratricollis
Obereopsis paratricollis là một loài bọ cánh cứng trong họ Cerambycidae.